# Soilent Green
Soilent Green es una banda de grindcore y sludge metal proveniente de Metairie, Luisiana.
La banda combina elementos de death metal, black metal, hardcore con rock blues y rock sureño.

## Biografía
Soilent Green fue fundada en 1988. Su álbum debut fue lanzado hasta 1995 y fue titulado Pussysoul, lanzado a través de la discográfica Dwell Records. Sus cuatro siguientes álbumes fueron lanzados a través de Relapse Records, hasta que firmaron contrato con Metal Blade Records, con la cual lanzaron su último álbum en el 2008, titulado Inevitable Collapse in the Presence of Conviction.
La banda ha pasado por una serie de tragedias. El 26 de abril de 2004, el bajista Scott Williams fue hallado muerto, probablemente asesinado por su compañero de habitación, y en septiembre de 2005 el ex - vocalista Glen Rambo murió a causa del Huracán Katrina.

## Integrantes

### Miembros actuales
- Tommy Buckley – batería (1988–presente)
- Brian Patton – guitarra (1988–presente)
- Ben Falgoust – voz (1993–presente)
- Scott Crochet – bajo (2003–presente)

### Miembros pasados
- Glenn Rambo – voz (1988–1992)
- Donovan Punch – guitarra (1988–1998)
- Scott Williams – bajo (1992–2002)
- Ben Stout – guitarra (2000–2001)
- Tony White – guitarra (2003–2005)
- Gregg Harney – guitarra (2005–2007)
- Marcel Trenchard - bajo (1988-1992)

## Discografía
- Pussysoul (1995) - Dwell Records
- A String of Lies (EP) (1998) - Relapse Records
- Sewn Mouth Secrets (1998) - Relapse, Hydra Head
- A Deleted Symphony for the Beaten Down (2001) - Relapse Records
- Confrontation (2005) - Relapse Records
- Inevitable Collapse in the Presence of Conviction (2008) - Metal Blade Records